# 法國國鐵BB 16500型電力機車
BB 16500型电力机车是法国阿尔斯通公司为法国国家铁路公司设计制造的一种干线电力机车，适用于供电制式为25千伏工频单相交流电的电气化铁路，1958年至1964年间累计生产了294台。
BB 16500型电力机车采用交—直流电传动、单电机转向架，机车经由受电弓从接触网获得25千伏交流电源，经自耦变压器降压后再由引燃管整流、调压，最后供给两台直流牵引电动机。